# Geotermometria i geobarometria
Geotermometria i geobarometria – działy mineralogii zajmujące się badaniem przedziałów temperatury i ciśnienia, w których dany minerał może istnieć. W przypadku przekroczenia jego granic tworzy fazę nietrwałą, ulega przebudowie strukturalnej w inną odmianę polimorficzną, bądź politypową lub ulega całkowitemu rozkładowi. Umożliwia to określenie temperatury krystalizacji zespołów mineralnych (parageneza), na podstawie ustalenia składu fazowego tych zespołów przy zwróceniu uwagi na substancje tworzące odmiany polimorficzne wrażliwe na przekroczenie granicznych wartości ciśnienia i temperatury, oraz na produkty odmieszania roztworów stałych np. pertyty.
| Substancja  | Nazwa minerału                           | układ krystalograficzny           | Temperatura graniczna °C                      |
| ----------- | ---------------------------------------- | --------------------------------- | --------------------------------------------- |
| Cu2S        | chalkozyn -H                             | rombowy jednoskośny               | <103 >103                                     |
| Ag2S        | akantyt argentyt                         | jednoskośny regularny             | <179 179-586                                  |
| HgS         | cynober metacynnabaryt                   | trygonalny regularny              | <344 >344                                     |
| Na 3[AlF 6] | kryolit β-kryolit                        | jednoskośny regularny             | <550 >550                                     |
| SiO2        | β-kwarc α-kwarc α-trydymit α-krystobalit | trygonalny heksagonalny regularny | <573 573-870 870-1470 >1470                   |
| K[AlSi3O8]  | sanidyn – – mikroklin                    | jednoskośny trójskośny            | ciągła zmiana temperatur od około 1000 do 400 |
| K[AlSi2O6]  | leucyt β-leucyt                          | tetragonalny regularny            | <605 >605                                     |